# 2012 VB37
 (novembre 2019).
2012 VB37 est un astéroïde Apollon en résonance 7:4 avec la Terre.

## Trajectoire
Cet astéroïde a une orbite caractérisée par un demi-grand axe de 1,450 unité astronomique, une excentricité de 0,3125 et une inclinaison de 1,91 degré. Il a donc un périhélie de 0,997 unité astronomique et un aphélie de 1,903 unité astronomique. Il est donc géocroiseur et aréocroiseur.
Cet astéroïde a une période orbitale de 1,749 7 an et est en résonance 7:4 avec la Terre.

## Caractéristiques physiques
Avec une magnitude absolue H de 25,5, sa taille doit être comprise entre 20 et 50 mètres.
Découvert en 2012, il est réobservé en 2019, ce qui permet de fortement contraindre son orbite.